# Bova (Italie)
Pour les articles homonymes, voir Bova.
Bova est une commune italienne de moins de 500 habitants située dans la province de Reggio de Calabre, dans la région Calabre, dans le Sud de l'Italie.
Habituellement appelée Bova Superiore pour la distinguer de la voisine Bova Marina, la commune fait partie du circuit des Plus beaux villages d'Italie, et elle est considérée comme la capitale culturelle de la Bovesia, donc de la culture grecque de Calabre, dont la communauté totalise environ 13 000 habitants. Presque tous les quartiers sont d'ailleurs caractérisés par des noms d'origine grecque.

## Géographie
Le village est situé sur les contreforts de l'Aspromonte.

### Hameaux
Brigha, Caloghiero, Cavalli, Polemo, Vunemo.

### Communes limitrophes
Africo, Bova Marina, Condofuri, Palizzi, Roghudi, Staiti.

## Histoire
Fondée vers 1477 par les Albanais, la ville fut ruinée par un tremblement de terre en 1783.

## Administration
| Période        | Période  | Identité     | Étiquette                              | Qualité |
| -------------- | -------- | ------------ | -------------------------------------- | ------- |
| 4 octobre 2021 | En cours | Santo Casile | liste civique Bova unita per il futuro |         |

## Galerie

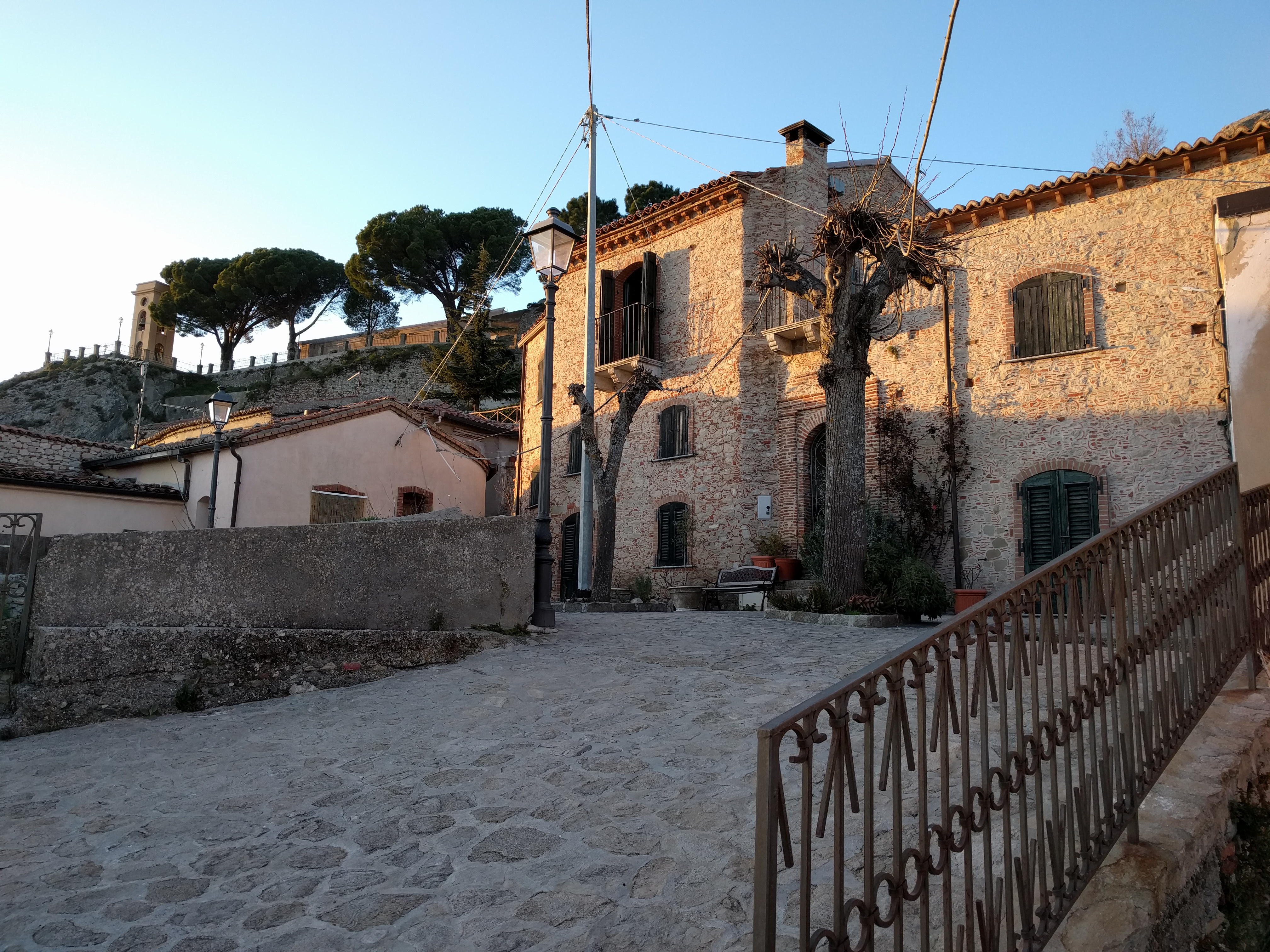
Une rue du village.
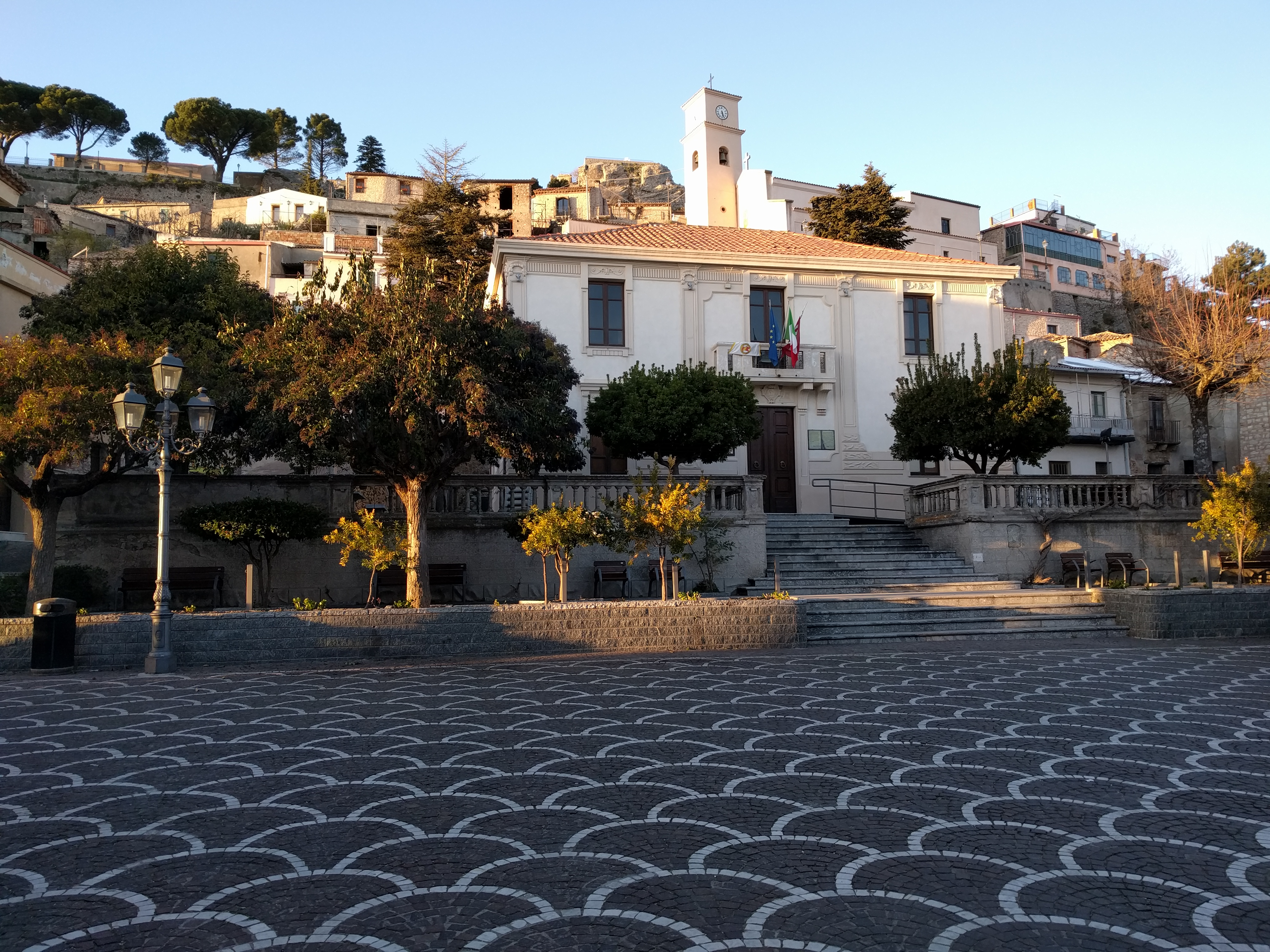
La mairie de Bova.
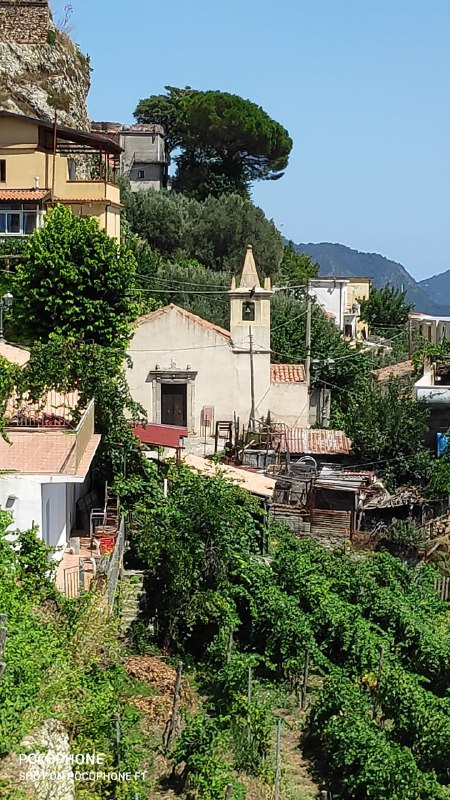
L'église Saint-Roch.
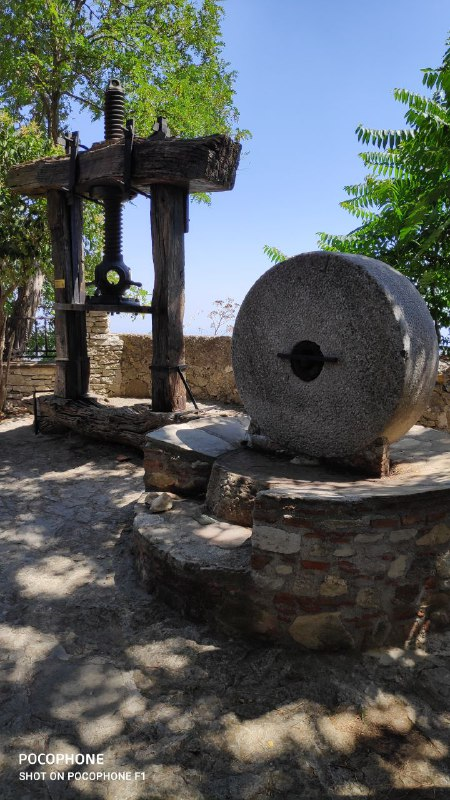
Pressoir du sentier de la civilisation paysanne.

### Articles liés
- Bovesia
- Bova Marina
- Archidiocèse de Reggio de Calabre-Bova